# Баранкитас (Порторико)
Баранкитас (шп. Barranquitas) је општина у америчкој острвској територији Порторико, острвској држави Кариба.

## Демографија
По попису из 2010. године број становника је 30.318, што је 1.409 (4,9%) становника више него 2000. године.
| Група             | 2000.          | 2010.          |
| Белци             | 135 (0,5%)     | 173 (0,6%)     |
| Афроамериканци    | 936 (3,2%)     | 1.625 (5,4%)   |
| Азијати           | 7 (0,0%)       | 14 (0,0%)      |
| Хиспаноамериканци | 28.754 (99,5%) | 30.110 (99,3%) |
| Укупно            | 28.909         | 30.318         |